# Platylomalus aequalis
Platylomalus aequalis är en skalbaggsart som först beskrevs av Thomas Say 1825.  Platylomalus aequalis ingår i släktet Platylomalus och familjen stumpbaggar. Inga underarter finns listade i Catalogue of Life.